# Карибски пирати (филмова поредица)
„Карибски пирати“ (на английски: Pirates of the Caribbean) е поредица от 5 филма, продуцент е Джери Брукхаймър. Идеята за тях идва от атракция в един от Walt Disney парковете със същото наименование, отворен от 1967.
Режисьори на филмите са Гор Вербински (1 – 3), Роб Маршъл (4) и Юахим Рьонинг и Еспен Санберг (5).
Сценаристи са Тед Елиът и Тери Росио (1 – 4), и Джеф Нейтънсън (5). Първият излязъл филм е „Карибски пирати: Проклятието на Черната перла“ през 2003 г. Бюджетът за него е 140 милиона долара, приходите са 654 милиона долара. Вторият филм е „Карибски пирати: Сандъкът на мъртвеца“, излиза през 2006 г. С бюджет от 225 милиона долара, приходите са 1,066 милиарда долара. Втората и третата част са заснети заедно. Третият филм излиза на екран през 2007 г. „Карибски пирати: На края на света“, бюджетът е 300 милиона долара, а приходите 963 милиона долара. Четвъртият филм е „Карибски пирати: В непознати води“, излиза през 2011 г. Бюджетът е 378,5 милиона долара – най-големият бюджет за филм дотогава. Приходите са 1,045 милиарда долара. Четирите филма общо са донесли приходи от над 3,73 милиарда долара. Петият филм „Карибски пирати: Отмъщението на Салазар“ (с оригинално заглавие „Карибски пирати: Мъртвите не говорят“) излиза в САЩ на 26 май 2017 г. В него се завръща Орландо Блум в ролята на Уил Търнър.

## Филми

### Проклятието на Черната перла (2003)
Уил Търнър е млад ковач, влюбен в Елизабет Суон, дъщеря на губернатора. Джак Спароу, известен и търсен пират, също пристига в града, загубил кораба си след бунт. Една нощ градът е нападнат от пиратския кораб „Черната перла“, чийто екипаж, предвождан от капитана Хектор Барбоса, е прокълнат заради алчността си да са нито живи, нито мъртви. Наглед те са обикновени хора, но не могат да бъдат убити, и не изпитват удоволствията от живота, а лунната светлина разкрива истинската им същност – живи скелети. Те пленяват дъщерята на губернатора, а младият Уил Търнър предлага на Джак да отидат заедно и да я измъкнат, но и пиратът има основание да се съгласи с него.

### Сандъкът на мъртвеца (2006)
Уил Търнър и Елизабет Суон са арестувани от лорд Кътлър Бекет, тъй като са помогнали на капитан Джак Спароу да избегне въжето. Бекет предлага сделка на Уил Търнър: свободата на Елизабет срещу компаса на Спароу – компасът, който сочи към това, което най-много желаеш.
В същото време Джак получава известие от Бил Търнър - Каиша (бащата на Уил Търнар), че „срокът е изтекъл“ – 13 години Джак е бил капитан на „Черната перла“ и сега трябва да служи сто години на „Летящия холандец“, кораба на Дейви Джоунс. Каиша слага черно петно на Спароу, за да може кракен – ужасното чудовище с огромни пипала и зъбата си паст на Дейви Джоунс да го намери и да го убие. Ужасяващото чудовище намира капитан Спароу и го изяжда заедно с кораба „Черната перла“.

### На края на света (2007)
Уил Търнър и Елизабет Суон обединяват силите си с капитан Барбоса (Джефри Ръш) и приятелката им Калипсо в отчаяно приключение за освобождаването на капитан Джак Спароу (Джони Деп) от неговия капан на Дейви Джоунс (Бил Най) – докато ужасяващият призрачен кораб „Летящия холандец“, под контрола на Източноиндийската търговска компания, сее шок и ужас в Седемте морета. Лавирайки между коварства, предателства и морски бури, те трябва да се доберат до екзотичния Сингапур и да се изправят срещу лукавия китайски пират Сао Фен.

### В непознати води (2011)
При една неочаквана среща Джак се сблъсква с Анджелика – жена от миналото му, която без да губи време го убеждава да тръгне с нея, а целта на пътуването е една – да се стигне до истинския Извор на младостта. Въпреки че я познава от много години, Джак не е сигурен какви са истинските намерения на Анджелика. Но когато тя го принуждава да се качи на кораба „Отмъщението на кралица Ана“, чийто капитан е конкурентния пират Черната брада, Спароу попада в ситуация, от която много трудно ще се измъкне. Екипажът пленява русалка, която се влюбва в едно момче, което е в плен на Черната брада. Причината, поради която я пленяват, е че им трябва сълза на русалка и вода от Извора на младостта, за да може Черната брада да е вечно млад.

### Карибски пирати: Отмъщението на Салазар (Мъртвите не говорят) (2017)
Потопен в изцяло ново приключение, злочестият капитан Джак Спароу затъва още повече в блатото на каръщината, когато установява, че отдавна прокълнати призраци са избягали от Дяволския триъгълник (Бермудския триъгълник) и са поели на мисия да убият всички пирати в морето... включително и него. Начело на зловещата дружина е старият враг на Спароу – убиецът на пирати капитан Салазар - Касапина на морето. Единствената надежда за оцеляване на Джак е да намери Тризъбеца на Посейдон – мощен артефакт, който осигурява на своя притежател власт над всички морета и може да свали всички морски проклятия.

## Екип и други
| Роля        | Филм                                              | Филм                                  | Филм                              | Филм                              | Филм                                    |
| Роля        | Карибски пирати: Проклятието на Черната перла     | Карибски пирати: Сандъкът на мъртвеца | Карибски пирати: На края на света | Карибски пирати: В непознати води | Карибски пирати: Отмъщението на Салазар |
| ----------- | ------------------------------------------------- | ------------------------------------- | --------------------------------- | --------------------------------- | --------------------------------------- |
| Режисьор    | Гор Вербински                                     | Гор Вербински                         | Гор Вербински                     | Роб Маршъл                        | Юахим Рьонинг & Еспен Санберг           |
| Продуцент   | Джери Брукхаймър                                  | Джери Брукхаймър                      | Джери Брукхаймър                  | Джери Брукхаймър                  | Джери Брукхаймър                        |
| Сценаристи  | Тед Елиът & Тери Росио Стюард Бийтъл Джей Лоуперт | Тед Елиът & Тери Росио                | Тед Елиът & Тери Росио            | Тед Елиът & Тери Росио            | Джеф Нейтънсън                          |
| Музика      | Ханс Цимер и Клаус Баделт                         | Ханс Цимер                            | Ханс Цимер                        | Ханс Цимер със Родриго и Габриела | Ханс Цимер                              |
| Оператор    | Дариуз Волски                                     | Дариуз Волски                         | Дариуз Волски                     | Дариуз Волски                     | Пол Камерън                             |
| MPAA Rating | PG-13                                             | PG-13                                 | PG-13                             | PG-13                             | неизвестно                              |
| Времетраене | 143 минути                                        | 150 минути                            | 169 минути                        | 136 минути                        | 129 минути                              |

- Джони Деп.
- Джефри Ръш
- Орландо Блум
- Кийра Найтли